# Ioannis Rallis
Ioannis Rallis (Grieks: Ιωάννης Ράλλης) (Athene, 1878 - aldaar, 26 oktober 1946) was de derde Griekse eerste minister tijdens de Griekse bezetting door de asmogendheden tijdens de Tweede Wereldoorlog. Hij diende van 7 april 1943 tot 12 oktober 1944.

## Levensloop

### Jeugd
Ioannis Rallis was een zoon van de voormalige Griekse eerste minister Dimitrios Rallis en was afkomstig uit een familie met een lange traditie in politiek leiderschap.
Hij studeerde rechten aan de Universiteit van Athene en later ook in Frankrijk en Duitsland. Na zijn terugkeer in Griekenland werd Rallis advocaat.
In 1905 werd hij verkozen tot lid van het Parlement van Griekenland en bleef dit met een korte onderbreking tot in 1936.

### Politieke carrière
Oorspronkelijk behoorde Rallis tot de conservatieve, monarchistische Volkspartij. Als lid van deze partij was hij verschillende malen minister, zo was hij:
- minister van Marine (4 november 1920 - 24 januari 1921) in de regering van Dimitrios Rallis, zijn vader.
- minister van Economie (26 augustus 1921 - 2 maart 1922) in de regering van Dimitrios Gounaris.
- minister van Buitenlandse Zaken (4 november 1932 - 16 januari 1933) in de regering van Panagis Tsaldaris.

Na de overwinning van de Volkspartij bij de verkiezingen 1933, vervulde Rallis in de nieuwe regering van Tsaldaris verschillende ministerposten. Een conflict met Panagis Tsaldaris maakte daar een einde aan en bij de verkiezingen van 1935 kwam Rallis op voor de Vrijdenkerspartij van Ioannis Metaxas en Georgios Stratos. Rallis slaagde er echter niet in om in het parlement herkozen te geraken.
In deze periode was er in Griekenland een grote politieke instabiliteit en in 1936 werden er opnieuw verkiezingen waarbij de Vrijdenkerspartij de grootste partij werd. Rallis slaagde er dit keer wel in om verkozen te worden. De Vrijdenkerspartij vormde een coalitie met de Liberale Partij van Themistoklis Sophoulis.
In augustus 1936 riep Ioannis Metaxas de dictatuur uit en werd het parlement afgeschaft. Dit zorgde ervoor dat de vriendschap tussen Metaxas en Rallis eindigde, omdat Rallis tegen deze politieke coup was.

### Collaboratie met de bezettingstroepen
Rallis was de eerste belangrijke Griekse politieke figuur die politiek collaboreerde met de Duitse bezettingstroepen. De Duitsers hoopten dat Rallis wat steun zou krijgen van vooroorlogse Griekse politieke kopstukken, zodat hij capabel was om een groot anticommunistisch front tegen de verzetsgroep EAM en ELAS te vormen.
EAM was de hoofdbeweging van het Griekse Verzet en was oorspronkelijk een alliantie tussen de Communistische Partij van Griekenland, de Socialistische Partij van Griekenland, de Griekse Volksrepubliek en de Landbouwpartij van Griekenland. ELAS was zijn militaire arm. Nadat anticommunisme een belangrijke grond tussen de Liberale Partij en de Volkspartij bleek, werd het idee van een verenigd front plausibel.
Rallis veranderde de ministerraad en was instrumenteel in het creëren van de zogenaamde Geheime Bataljons, collaborerende paramilitaire groepen gevormd door de Wehrmacht die bevoegd waren om Griekse verzetslieden op te sporen. Omdat Rallis meer politieke ervaring had dan zijn voorgangers, werd hij meer gerespecteerd door de Duitsers en was hij effectiever tegen verzetsbewegingen. Uiteindelijk kostte dit opsporen het leven aan 250.000 verzetslieden.

### Gevangenschap
Na de bevrijding van Griekenland werd Rallis tot levenslange gevangenschap veroordeeld. In 1946 stierf hij in de gevangenis.
Zijn zoon Georgios Rallis was in de periode 1980-1981 ook eerste minister van Griekenland.
- Gemeinsame Normdatei: 1050523865
- International Standard Name Identifier: 0000 0004 1842 9171
- Library of Congress Control Number: no2013089366
- Virtual International Authority File: 305205129
- WorldCat: E39PBJkhGDkFYPbgGqbGM9b68C